# Armadilha

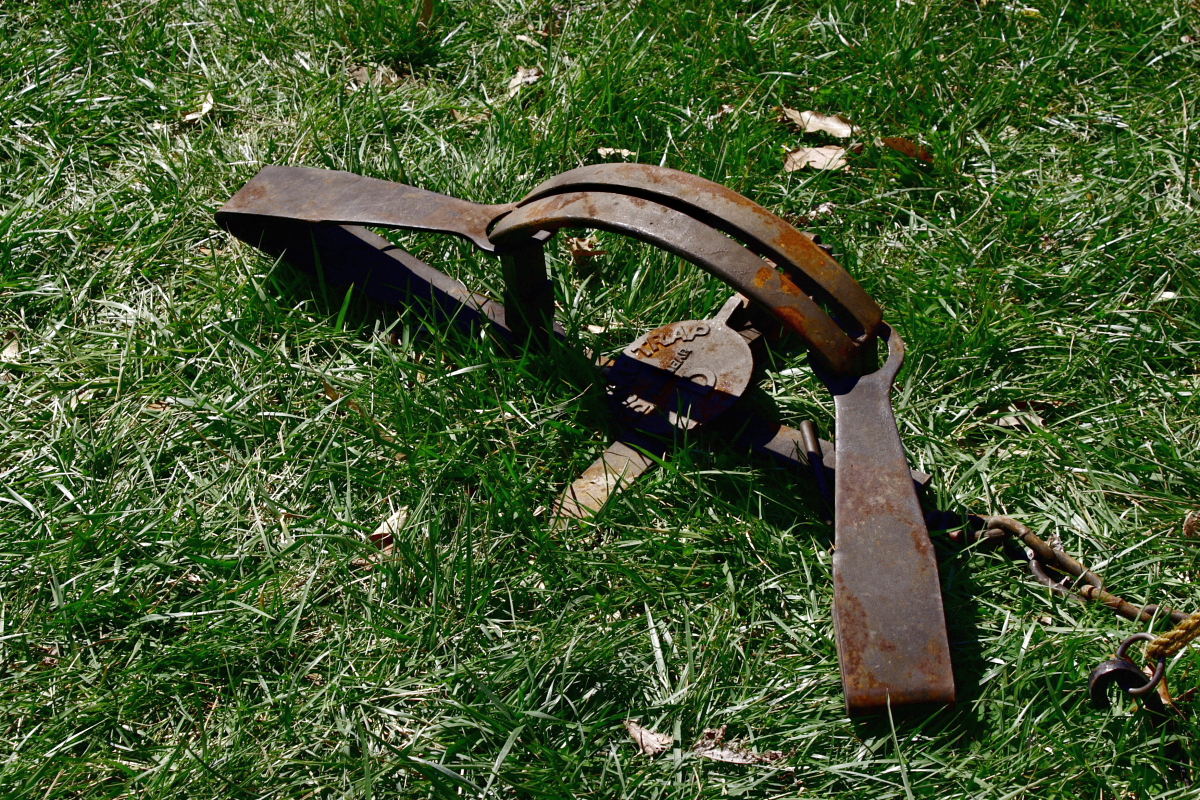
Armadilha para ursos

Armadilha é um artefato ou tática utilizada para prender, capturar ou causar algum dano a um ser ou alguma coisa.
Armadilhas podem ser objetos, como gaiolas ou buracos e também podem ser metafóricas, na forma de dissimulação em um diálogo por exemplo.

## Armadilhas físicas
Geralmente estas armadilhas são mecânicas, alguns exemplos:
- Gaiolas fechamento automatico, utilizadas para prender um animal, com intenção de obter sua pele ou carne.
- Redes, com caminhos afunilados, aprisionam pássaros, insetos ou peixes.
- Minas terrestres ou granadas camufladas, impedem a passagem de pessoas.
- Ratoeiras, criadas para prender ratos.
- Uma porta falsa ou escondida no chão pode levar a uma sala fechada.

## Armadilhas para animais usadas pelos nativos das Américas

### Armadilhas para animais terrestres
Armadilha com arco e flecha era feita por indígenas sul e norte-americanos. Um pau fincado no solo sustentava o arco e três dispostos triangularmente prendiam o disparador, que mantinha a corda esticada. Ao disparador estava presa uma corda que era esticada, atravessando a trilha por onde os animais passavam. Quando a corda era tocada, o disparador era movido e a flecha era disparada. Os Apinagé do norte do estado do Tocantins eram exímios caçadores com este tipo de armadilha.
Caçadores de algumas tribos antes de ficar de tocaia na copa de árvores forravam o chão com flores de pequi, muito procuradas pelos veados. Quando eles chegavam eram abatidos por flechas. Outra maneira de caçar veados era colocar fogo na mata e ficar de tocaia quando os animais vinham comer o capim novo.
Indígenas do Recife no século XVII além de caçarem os animais com arco e flecha, faziam buracos no solo, cobrindo-os com ramos e folhas e, às vezes, colocando sobre as folhas ou no interior do fosso alguma carniça para atrair a caça. Alguns índios espetavam estacas pontiagudas no fundo. Índios da California, USA, empregavam o mesmo tipo de armadilha para caçar veados.
Algumas tribos venezuelanas tinham um modo peculiar de caçar papagaios. Amarravam um papagaio manso e treinado na copa de uma palmeira e o próprio índio se camuflava entre as folhas da planta. O papagaio começava a gritar bem alto pedindo ajuda e logo a copa estava cheia de companheiros solícitos. O índio ia simplesmente laçando as aves e quando estava satisfeito espantava o resto do bando, desamarrava seu papagaio e este parava de gritar.
Os Yokuts da Califórnia desenvolveram um método engenhoso de caçar pombos. Domesticavam aves e as mantinham alimentadas com bolotas moídas de carvalho em uma gaiola. Um pequeno abrigo, bem disfarçado, era construído próximo à água, onde os pombos selvagens costumavam beber logo que nascia o sol. De uma pequena abertura do abrigo jogavam as bolotas moídas no chão e liberavam seus pombos famintos, com uma linha amarrada a um dos pés. Os pombos selvagens logo avançavam no alimento e eram capturados por um laço instalado na ponta de uma vara.
A caça de patos selvagens pelos indígenas do lago Maracaibo na Venezuela e do Mato Grosso, Pará e Amazonas era muito criativa. Deixavam sempre cabaças vazias boiando no lago e os patos se acostumam à presença delas.  Quando precisavam de provisões entravam na água com a cabeça envolvida por uma cabaça, com furos que o permitiam ver, e assim se aproximavam dos animais. Puxavam o pato rapidamente pelas pernas e o mantinham embaixo d’água até que se afogasse, amarrando-o em seguida a uma corda de cipó que estava envolta à sua cintura. Desta maneira coletavam tantos patos quanto conseguiam carregar. A mesma técnica era empregada pelos Apache do Arizona e Novo México para caçar gansos e patos. Outros aprisionavam estes animais jogando redes sobre eles enquanto estavam nadando.
Para aprisionar a ptarmigan, ave semelhante a uma pequena galinha e rica fonte de proteínas, os Esquimó tiravam vantagem do hábito delas voarem próximo ao solo coberto de neve. Na época da migração das aves, estendiam uma rede cruzando vales ou campinas estreitas, que se posicionavam na direção norte-sul. Quando várias haviam se chocado contra o obstáculo, eles deitavam a rede, pressionando as aves contra a neve. Mulheres e crianças que estavam escondidas nas proximidades vinham ajudar na coleta dos pássaros.
Cogita-se que a utilização de penas em várias partes do corpo dos indígenas não tenha sido, pelo menos inicialmente, apenas como elemento decorativo. Pássaros dentro de rios e lagos ou às suas margens talvez até estranhassem o aparecimento de um animal enorme com penas, mas isto não representava sinal de perigo. Do mesmo modo, máscaras focinhudas seria um artifício para se aproximar dos quadrúpedes.

### Armadilhas para peixes
O método mais eficiente para aprisionar os peixes de água doce era empregando produtos vegetais, como o timbó, cuja casca ou raiz esmagada e jogada na água atordoava e asfixiava os peixes, obrigando-os a virem para a tona d’água, quando eram facilmente capturados. Os peixes podiam ser consumidos sem nenhum risco, mas a água contaminada podia causar diarreias e irritações nos olhos.
Os Kaxinawá do Acre e Peru utilizavam dois tipos de timbó, folhas e flores de puikama e raiz de sika.  O material era amassado no pilão e bolas de cerca de um kilograma eram moldadas e colocadas em bolsas impermeabilizadas com borracha ou em cestos. A pesca com a puikama era feita pelas mulheres e crianças em pequenos igarapés. Pesca em lagos era feita pelos homens com a sika.
Algumas tribos amazônicas ao empregarem o timbó barravam vários trechos do igarapé para impedir que o veneno se espalhasse demais e diluísse
Este tipo de pesca era comum entre os indígenas da América do Sul até os de algumas regiões dos Estados Unidos. Na pesca noturna eles atraiam os peixes com tochas, jogavam o timbó na água e coletavam os peixes. Nos rios que desaguavam no mar e serviam de desova para os peixes, na época da piracema eles construíam redes com varas e esteiras e na maré vazante atordoavam os peixes com timbó e os recolhiam. Estas redes chegavam a três metros de altura e quarenta de comprimento.
No final do século XVI índios do Maranhão faziam na praia barragens de pedra chamadas camboas. Quando a maré baixava os peixes ficavam nelas presos. Barragens de varas eram feitas nos locais onde os rios desembocavam no mar e os peixes eram coletados na maré baixa. Já naquela época atribuíam à Lua a influência sobre as marés. O mesmo tipo de barragem era usada por nativos norte-americanos.
Como relatou no século XVIII o Padre João Daniel (1722-1776):
“São as camboas umas tapagens de pedra lançada como a montão nas praias como o feitio de meio arco, ou de meia lua, cujas pontas vêm a rematar em terra. Enchem-se de água na enchente, e de peixe; e como este fica enganado té (sic) que já a água lhe vai fugindo, quando se quer retirar para o mar, já a pedraria fica sobre a água, e topando com ela não tem mais remédio que morrer em seco...”.
Os Tupinambá, da Bahia, empregavam várias técnicas pesqueiras. Em uma delas era utilizada a jererê, uma pequena rede com forma cilíndrica na parte mais larga, como uma peneira, mas que se afunilava, lembrando rede de caçar borboleta. Era mais utilizada no período da seca quando rios e lagos apresentavam pouca água. Índios da região do rio Uaupês da Amazônia empregavam o mesmo tipo de rede, geralmente para recolher peixes afetados pelo timbó.
Na pesca com armadilhas, um dos dispositivos usados era o Imihnó, especial para pegar piabas. Era um armadilha composta de dois semi-cilindros unidos, feito de talas de arumã, com uma fenda central por onde entravam os peixes atraídos por pedaços de ninho de cupins, repleto destes insetos, colocados no seu interior. Quando os peixes entravam pela fenda não conseguiam encontrar a saída.
O ewá ou caiá era uma armadilha construída no nível superior da cachoeira. Consistia de um girau firmemente preso por estacas, tendo de cada lado uma cerca de varas. Os peixes, tanto os que subiam como os que desciam a correnteza,  eram direcionados para cima do caiá, de onde eram recolhidos. O caiá com jirau inclinado era outra armadilha que demonstra a engenhosidade dos índios. Era utilizada em rios com correnteza na época da descida dos peixes. Era armada de tal maneira que os peixes eram conduzidos para uma plataforma, onde eram recolhidos.

## Galeria de imagens
- Armadilha com arco e flecha
- Fosso com estacas para capturar onça
- Capturando patos na água
- Esquimós aprisionando ptarmigans
- Colocando timbó na água
- Camboa - barragem para reter os peixes na maré baixa
- Imihnó - armadilha para peixe
- ICaiá com jiirau inclinado